# 레 인종
레 인종(베트남어: Lê Nhân Tông / 黎仁宗, 1441년 5월 28일(음력 5월 9일) ~ 1459년 10월 28일(음력 10월 3일))은 대월 후 레 왕조의 제3대 황제(재위: 1442년 ~ 1459년)이다. 성명은 레방꺼(베트남어: Lê Bang Cơ / 黎邦基 여방기)이고, 레꺼롱(베트남어: Lê Cơ Long / 黎基隆 여기륭) 또는 레뚜언(베트남어: Lê Tuấn / 黎濬 여준)이라고 한다. 레 태종의 셋째 아들이다. 절일은 헌천성절(憲天聖節)이다.

## 생애
즉위 후 다이호아(大和)로 개원하였고, 당시 나이가 2세였기 때문에 선자태후(宣慈太后) 응우옌(阮)씨가 섭정하였다. 선자태후는 섭정하면서 과거 제도를 개혁하였고, 개인의 사적인 전산(田産)에 관한 법률 14개조를 제정하였으며, 침공해온 참파 군대를 격파하고 그 왕 분해(賁該)를 생포하였다. 그러나 참언을 믿고 공신인 레카(黎可) 등을 죽여 대신들의 분노를 사기도 했다.
1453년, 인종이 친정을 시작했다.
1455년, 반부선(潘孚先)에게 국사(國史)를 찬수하라는 명령을 내렸고, 반수선은 《사기속편(史記續編)》을 편찬하였다. 또한 인종은 백관의 봉록과 왕후(王侯)의 봉지에 관한 법을 제정하였다.
1459년, 인종의 형인 양산왕(諒山王) 레응이전이 인종과 선자태후를 죽이고 황제로 즉위했다.

## 기년
| 인종        | 원년            | 2년             | 3년        | 4년        | 5년        | 6년        | 7년        | 8년        | 9년        | 10년       |
| ----------- | --------------- | --------------- | ---------- | ---------- | ---------- | ---------- | ---------- | ---------- | ---------- | ---------- |
| 서력 (西曆) | 1443년          | 1444년          | 1445년     | 1446년     | 1447년     | 1448년     | 1449년     | 1450년     | 1451년     | 1452년     |
| 간지 (干支) | 계해(癸亥)      | 갑자(甲子)      | 을축(乙丑) | 병인(丙寅) | 정묘(丁卯) | 무진(戊辰) | 기사(己巳) | 경오(庚午) | 신미(辛未) | 임신(壬申) |
| 연호 (年號) | 대화(大和) 원년 | 2년             | 3년        | 4년        | 5년        | 6년        | 7년        | 8년        | 9년        | 10년       |
| 인종        | 11년            | 12년            | 13년       | 14년       | 15년       | 16년       | 17년       |            |            |            |
| 서력 (西曆) | 1453년          | 1454년          | 1455년     | 1456년     | 1457년     | 1458년     | 1459년     |            |            |            |
| 간지 (干支) | 계유(癸酉)      | 갑술(甲戌)      | 을해(乙亥) | 병자(丙子) | 정축(丁丑) | 무인(戊寅) | 기묘(己卯) |            |            |            |
| 연호 (年號) | 11년            | 연녕(延寧) 원년 | 2년        | 3년        | 4년        | 5년        | 6년        |            |            |            |

| 전 임 태종 | 제3대 대월 후 레 왕조의 황제 1442년 ~ 1459년 | 후 임 레응이전 |